# Opostega angulata
Opostega angulata là một loài bướm đêm thuộc họ Opostegidae. Nó được Gerasimov miêu tả năm 1930. Nó được tìm thấy ở Uzbekistan.
Con trưởng thành bay vào tháng 4, tháng 6, tháng 7 và tháng 8.